# Сатимов, Шалтай
Шалтай Сатимов (каз. Шалтай Сәтимов; 1890 год, аул № 12 — 1951 год) — старший чабан колхоза имени Осипенко Байганинского района Актюбинской области, Казахская ССР. Герой  Социалистического Труда (1948).
Родился в 1890 году в крестьянской семье в ауле № 12 на территории современной Актюбинской области. В 1929 году был одним из основателей сельскохозяйственной артели (позднее — колхоз имени Осипенко, имени Джамбула) Байганинского района. Трудился старшим чабаном в этом колхозе до своей кончины в 1951 году.
В 1947 году бригада Шалтая Сатимова вырастила 663 ягнят от 524 овцематки. Указом Президиума Верховного Совета СССР от 23 июля 1948 года «за получение высокой продуктивности животноводства в 1947 году при выполнении колхозом обязательных поставок сельскохозяйственных продуктов и плана развития животноводства» удостоен звания Героя Социалистического Труда с вручением ордена Ленина и золотой медали «Серп и Молот».
Скончался в 1951 году.